# 12840 Paolaferrari
12840 Paolaferrari è un asteroide della fascia principale. Scoperto nel 1997 e caratterizzato il 6 aprile 1997 a San Marcello Pistoiese da Luciano Tesi e Gabriele Cattani, presenta un'orbita caratterizzata da un semiasse maggiore pari a 2,3460022 UA e da un'eccentricità di 0,1387667, inclinata di 5,36118° rispetto all'eclittica.
Il nome dell'asteroide è dedicato a Paola Ferrari, responsabile della biblioteca comunale di San Marcello Pistoiese, il cui contributo nella costruzione e nello sviluppo dell'osservatorio di Pian dei Termini è stato determinante.